# Фоновка (Тамбовская область)
Фоновка — деревня в Петровском районе Тамбовской области России. Входит в Красиловский сельсовет.

## География
Расположена в западной части региона, на реке Матыра, примерно в 16 км к югу от райцентра. Фактически слилась с деревнями Красиловка и Калиновка.
Высота центра селения над уровнем моря — 122 м.
Уличная сеть
На 2020 год в Фоновке 7 улиц: Березовая, Колхозная, Кооперативная, Луговая, Полевая, Садовая, Сельскохозяйственная.
Климат
умеренно-континентальный с довольно теплым летом и умеренно-холодной зимой. Средняя годовая температура воздуха +4, +5 градусов. Средняя температура воздуха в июле +20 градусов, средняя температура января — 10,5 градусов. Среднегодовое количество осадков колеблется от 450 до 500 миллиметров в год.

## История
Фоновка упоминается в документах 1795 года. Деревня входила в Липецкий уезд Тамбовской губернии, её заселяли крепостными крестьянами помещика Николая Ивановича Калогривого. В числе 55 человек — Казьма Михайлов, Андриян Богданов, Федот Беклешов, Петр Иванов.

## Население
| 2002 | 2010 |
| ---- | ---- |
| 116  | ↘68  |

## Известные уроженцы
- Алявдина, Александра Александровна (1901 — ?) — ботаник, анатом и карполог растений, ученица Б. М. Козо-Полянского.
- Сурков, Егор Григорьевич (1916—1999) — полный кавалер Ордена Славы, в 1947 году после демобилизации вернулся в родное село, трудился в колхозе «Рассвет».

## Инфраструктура
Развито сельское хозяйство, есть личное подсобное хозяйство.

## Транспорт
Деревня доступна автотранспортом.